# Хердер, Анджей
Анджей Хердер (пол. Andrzej Herder; 31 августа 1937 — 21 мая 2002) — польский актёр театра, кино и телевидения, также актёр озвучивания.

## Биография
Анджей Хердер родился в Варшаве. Актёрское образование получил в Киношколе в Лодзи, которую окончил в 1960 году. Дебютировал в театре в 1960. Актёр театров в Лодзи. С 1963 по 1992 год выступал в спектаклях «театра телевидения». Как актёр озвучивал польские мультипликационные фильмы и сериалы в 1983—1991 годах. Умер в Лодзи, похоронен на лодзинском кладбище Зажев.

## Избранная фильмография
- 1959 — Орёл / Orzeł
- 1959 — Загадочный пассажир / Pociąg
- 1959 — Скандал из-за Баси / Awantura o Basię
- 1960 — Косоглазое счастье / Zezowate szczęście
- 1961 — Самсон / Samson
- 1963 — Где генерал? / Gdzie jest generał…
- 1964 — Встреча со шпионом / Spotkanie ze szpiegiem
- 1965 — Вальковер / Walkower
- 1966 — Барьер / Bariera
- 1967 — Ставка больше, чем жизнь / Stawka większa niż życie (только в 14-й серии)
- 1969 — Приключения канонира Доласа, или Как я развязал Вторую мировую войну / Jak rozpętałem drugą wojnę światową
- 1969 — Четыре танкиста и собака / Czterej pancerni i pies
- 1971 — Не люблю понедельник / Nie lubię poniedziałku
- 1973 — Санаторий под клепсидрой / Sanatorium pod klepsydrą
- 1974 — Победа / Zwycięstwo
- 1974 — Сколько той жизни / Ile jest życia (только во 2-й серии)
- 1976 — Красные шипы / Czerwone ciernie — викарий
- 1977 — Кукла / Lalka (только в 8-й серии)
- 1978 — Жизнь, полная риска / Życie na gorąco (только в 1-й серии)
- 1980 — Карьера Никодима Дызмы / Kariera Nikodema Dyzmy (только в 1-й серии)
- 1981 — Ян Сердце / Jan Serce
- 1988—1991 — Пограничье в огне / Pogranicze w ogniu

## Признание
- 1979 — Серебряный Крест Заслуги.
- 1983 — Заслуженный деятель культуры Польши.
- 1989 — Кавалерский крест Ордена Возрождения Польши.